# Hymenodiscus distincta
Hymenodiscus distincta är en sjöstjärneart som först beskrevs av Percy Sladen 1889.  Hymenodiscus distincta ingår i släktet Hymenodiscus och familjen Brisingidae. Inga underarter finns listade i Catalogue of Life.